# Nationaal park Bredhi i Drenovës
Nationaal park Bredhi i Drenovës (Albanees: Parku Kombëtar Bredhi i Drenovës, Nederlands (letterlijk): dennenbossen van Drenovë) is een nationaal park in Albanië. Het park werd opgericht in 1966 en beslaat  13,8 vierkante kilometer.  Het landschap bestaat vooral uit bossen van zwarte den  en verder hazelaar, beuk en steeneik. In het park komen verschillende diersoorten voor, waaronder bruine beer, wolf, ree.